# André Fourçans
André Fourçans (ur. 7 marca 1946 w Nay) – francuski ekonomista, nauczyciel akademicki i polityk, eurodeputowany II, III i IV kadencji.

## Życiorys
Z wykształcenia doktor nauk ekonomicznych, absolwent Université Panthéon-Assas. Uzyskał także doktorat z zarządzania biznesem na Indiana University. Jako nauczyciel akademicki związany z ESSEC Business School, gdzie objął stanowisko profesorskie i kierował jednym z wydziałów. Wykładał także w Instytucie Nauk Politycznych w Paryżu oraz na uczelniach amerykańskich. Regularny publicysta prasy francuskiej (m.in. „Le Monde”, „Le Figaro”) i zagranicznej, autor publikacji z zakresu ekonomii.
W latach 1986–1989, 1993–1994 oraz 1996–1999 był eurodeputowanym II, III i IV kadencji z ramienia Unii na rzecz Demokracji Francuskiej. W latach 1990–1993 pełnił funkcję doradcy europejskiej komisarz Christiane Scrivener. Od 1994 do 1999 zasiadał w pełniącej funkcje doradcze Radzie Ekonomicznej i Społecznej.